# Kod
Kod (łac. codex), spis – ciąg składników sygnału (kombinacji sygnałów elementarnych, np. kropek i kresek, impulsów prądu, symboli) oraz reguła ich przyporządkowania składnikom wiadomości (np. znakom pisma). W niektórych zastosowaniach, głównie przy przesyłaniu informacji podlegających utajnieniu, zwany jest szyfrem. Kody są stosowane m.in. w telegrafii, telefonii, w technice cyfrowej.
W semiotyce kod to system znaków; wyróżnia się tutaj m.in. kody otwarte i zamknięte.
W teorii informacji kod to reguła, według której informacjom cyfrowym {\displaystyle k}-wymiarowym, zwanym też informacjami pierwotnymi (źródłowymi) lub ciągami informacyjnymi {\displaystyle {\vec {x_{i}}}=(x_{i1};x_{i2}\dots x_{ik}),i=1,2,\dots ,L} złożonymi z informacji elementarnych {\displaystyle x_{ij},j=1,2,\dots ,k,} przyporządkowane są ciągi kodowe {\displaystyle n}-wymiarowe {\displaystyle s({\vec {x_{i}}}=s_{i1},s_{i2},\dots ,s_{in}),} czyli sygnały złożone z {\displaystyle n} sygnałów elementarnych {\displaystyle s_{in},n\neq ,} przy czym {\displaystyle n>k.}

## Przykłady kodów
- kod Aikena
- kod ASCII [aski] (ang. American Standard Code for Information Interchange) – przypisujący 7-bitowej liczbie (128 kombinacji) znaki pisarskie
- kod autoryzujący (ang. Auth-Info Code) unikalny kod generowany dla każdej domeny
- kod bajtowy
- kod Baudot
- kod binarny i kod Graya
- kod EBCDIC (ang. Extended Binary Coded Decimal Interchange Code) – rozszerzony dziesiętny zakodowany dwójkowo kod wymiany
- kod genetyczny
- kod Golda
- kod Hamminga
- kod Huffmana, tj. optymalny (najkrótszy) kod prefiksowy otrzymany za pomocą algorytmu Huffmana
- kod językowy
- kod kreskowy
  - jednowymiarowe (np. kod towarowy EAN)
  - dwuwymiarowe (np. kod QR)
- kod lotniska IATA – trzyliterowy kod alfanumeryczny, służący do oznaczania portów lotniczych
- kod lotniska ICAO (ang. Location Indicator) – powszechnie używana nazwa czteroliterowego tzw. wskaźnika lokalizacji
- kod Morse’a
- kod NATO (ang. NATO reporting names)
- kod otwarty – jednoklasowy system znaków, do którego ciągle można wprowadzać nowe elementy. Przykładem kodu otwartego jest Unicode.
- kod pocztowy
- kod PUK (ang. Personal Unblocking Key) – ośmiocyfrowy kod umożliwiający odblokowanie karty SIM używanej w telefonie komórkowym
- kod Q
- kod samochodowy
- kod samolotowy
- kod splotowy
- Unicode
- kod zamknięty – jednoklasowy system znaków, do którego nie można wprowadzać nowych elementów.

W informatyce, a dokładniej inżynierii oprogramowania, wyróżnia się kod źródłowy i kod wynikowy.
W telekomunikacji wyróżnia się kodowanie liniowe.
W przypadku zabezpieczania nadawanego sygnału przed błędami podczas transmisji można mówić o kodach korekcyjnych lub detekcyjnych.